# 地球学术

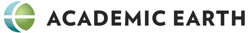

地球学术 Academic Earth 是一个2009年3月4日由Richard Ludlow创立的网站。
它提供免费来自大学的在线视频课程，这些大学包括柏克萊加州大學、洛杉磯加利福尼亞大學、哈佛大学、麻省理工学院、普林斯顿大学、斯坦福大学，和 耶鲁大学。相关课程有天文学、生物学、化学、计算机科学、经济学、工程学、英語、企业家、历史、法律、数学、医学、哲学、物理学、政治学、心理学，和 宗教。